# Willi Müller
Wilhelm „Willi” Müller (junior) (ur. 14 lipca 1925 w Mülheim an der Ruhr, zm. 18 stycznia 2007) – niemiecki polityk i samorządowiec, parlamentarzysta krajowy i europejski.

## Życiorys
Syn Wilhelma Müllera, samorządowca związanego z SPD, który w 1944 zginął w obozie koncentracyjnym Neuengamme. Po ukończeniu szkoły średniej odbył praktykę jako asystent prawnika. Następnie od 1942 służył w Reichsarbeitsdienst i Wehrmachcie, pod koniec wojny dostał się do radzieckiej niewoli, w której pozostał do 1949. Po wojnie odbył szkolenie w zawodzie inspektora administracji, pracował w Allgemeine Ortskrankenkasse w Duisburgu. W 1967 został wiceprzewodniczącym towarzystwa niemiecko-koreańskiego. W 1950 wstąpił do Socjaldemokratycznej Partii Niemiec, kierował strukturami miejskimi partii. Od 1961 do 1969 zasiadał w radzie miejskiej Mülheim an der Ruhr. Od 1965 do 1980 był deputowanym Bundestagu, w latach 1973–1979 delegat do Parlamentu Europejskiego.